# Cocula
Cocula ist eine Stadt im Bundesstaat Jalisco in Mexiko. Sie liegt 56 Kilometer südwestlich von Guadalajara, an der Nationalstraße 80 in 1336 Meter Höhe. Bei der Volkszählung im Jahr 2010 wurden 14.548 Einwohner gezählt. Cocula ist Verwaltungssitz und größter Ort des gleichnamigen Municipio Cocula.

## Wirtschaft
Cocula ist ein Anbaugebiet für Zuckerrohr, Mais, Agaven, Sorghum, Kichererbsen, Luzerne und Mangos. Es werden besonders Schweine, Geflügel, Ziegen und Rinder gehalten.

## Geschichte
Cocula hieß ursprünglich Cocollán (Cocolán), was man mit welliger Platz übersetzen könnte. Um das 12. Jahrhundert sahen sich einige Familien des im Königreich von Tonalá lebenden Koka-Stammes so großen Feindseligkeiten ausgesetzt, dass sie fliehen mussten. Eine von Huehuetztlatzin angeführte Gruppe gründete Cocollán im Gebiet des heutigen Acatlán de Juárez.
Cocollán wurde Ende des 16. Jahrhunderts zerstört. Die Bevölkerung versuchte, sich einige Kilometer weiter in der Gegend von Tlajomulco niederzulassen, wurde aber durch die lokalen Stämme wieder vertrieben. Schließlich besiedelten sie die Höhenlagen eines Berges nahe Cocollán und blieben dort bis zum Eintreffen der Spanier.
Im Jahre 1520 war Cocollán eine unabhängige Stadt unter der Herrschaft von Häuptling Citlali (dt.: der Stern). Nachbarorte wie Acatlan, Villa Corona, Tizapanito, Xilotepetque und Tecolotlán waren Cocollán tributpflichtig. 1521 eroberte die spanische Armee unter Alonso de Ávalos Cocollán und die umgebenden Städte und schlossen sie zur Provinz Ávalos zusammen. Einige Jahre später – vermutlich 1532 – überredeten Franziskaner die indigene Bevölkerung, in ein nahegelegenes Tal umzusiedeln, in der der Ort auch heute noch liegt. Noch heute gibt es Überreste der alten Stadt, die als Cocula Vieja (Alt-Cocula) bezeichnet wird.

## Kultur
Cocula wird auch als La Cuna del Mariachi (die Wiege der Mariachi) bezeichnet, da angenommen wird, dass diese Musikrichtung im 19. Jahrhundert hier entstanden ist. Viele der bekanntesten Mariachigruppen kommen aus Cocula und Umgebung.